# Monsures
Monsures é uma comuna francesa na região administrativa de Altos da França, no departamento de Somme. Estende-se por uma área de 8,98 km². Em 2010 a comuna tinha 229 habitantes (densidade: 25,5 hab./km²).